# Joe Neville

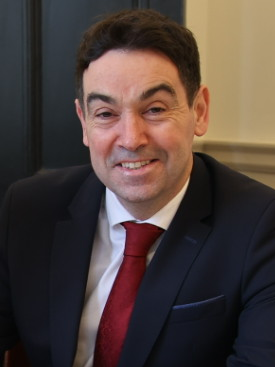
Joe Neville (2024)

Joseph „Joe“ Neville (* 1979 in Irland) ist ein irischer Politiker der Fine Gael (FG).

## Leben
Neville machte eine Karriere als Wirtschaftsprüfer. Zuletzt war er CFO bei der Swyft Energy. 2014 wurde in den Kildare County Council gewählt und 2019 und 2024 wiedergewählt. 2024 war er sogar für ein Jahr Ratsvorsitzender des Councils. Bei den Wahlen zum Dáil Éireann 2024 erhielt er einen Sitz des Wahlkreises Kildare North.
Joe Neville ist mit Caroline verheiratet, mit der er drei Kinder hat.